# Mk.IV巡航坦克
Mk.IV巡航坦克 （A13 Mk II）（英語：Tank, Cruiser, Mk IV）是一款英國於第二次世界大戰中使用的巡航坦克。它接任了Mk.III巡航坦克的位置。第一批Mk.IV巡航坦克其實就是在Mk.III的炮塔上加厚了裝甲。晚些時候生產的Mk.IV則是在全身加厚了裝甲。
這種坦克曾在法國戰役和早期的北非戰役中使用。

## 設計和研發
英國人在看到了蘇聯紅軍1936年的演習中的BT坦克后，開始對快速坦克產生興趣。而BT坦克的設計是以美國發明家J.沃爾特·克里斯蒂的一些革命性設計為基礎。因此，一個來自莫里斯汽車公司的團隊被派往美國購買一種克里斯蒂的坦克以及生產許可。這種購買的坦克被命名為M13E1，并在1936年晚期交付。不過，它的底盤太小了，因此英國人又制造了另一輛原型車。
A13E2安裝了Mk.I巡航坦克（A9）的炮塔，以及QF 2磅炮和0.303英寸水冷維克斯同軸機槍。因為行走輪不再擁有動力，自然不能單靠輪來操控。因此駕駛訓練同樣發生變化。它還使用了配有後置式驅動鏈輪的更好的履帶。在實驗時速度達到了40英里/小時，但是之后速度被限制到30英里/小時。A13E2底盤裝甲達15mm厚，與其它戰前的快速坦克相當。
A13E3則是最后一款試驗車；納菲爾德航空與自動化公司（莫里斯汽車公司的一個子公司）生產的Mk.III巡航坦克（1939年入役）即以其為原型。Mk.III一共制造了65輛，在陸軍部決定生產一款新的擁有更厚裝甲的坦克前，至少完成了30輛。A13 Mk.I，即Mk.IV巡航坦克，裝甲最厚處達到30mm，并在Mk.III的炮塔上安裝了額外的裝甲，這使得坦克看上去更加現代。一些當時還未完成的Mk.III巡航坦克直接在工廠中改裝為了Mk.IV。
在作戰中，因為維克斯機槍常常會出故障，因此英軍決定用貝莎機槍替代它。從1940年早期開始，所有的英國坦克都修改了設計以安裝新的貝莎機槍。而進行了這種修改的型號則是Mk.IV巡航坦克產量最多的一種——Mk.IVA巡航坦克（A13 Mk.IIA）。一部分這種型號的坦克和一些早期的型號一起隨遠征軍前往了法國。但是目前還不知道到底制造了多少輛A13 Mk.IVA。在1941年生產結束前，一共生產了665輛Mk.III巡航坦克和Mk.IV巡航坦克。英國電力公司，里蘭汽車公司，倫敦米德蘭和蘇格蘭鐵路公司（LMS）同樣參與了生產。
在法國，Mk.IV巡航坦克表現不佳，主要原因是倉促入役導致訓練不足。許多運到法國的坦克情況并不太好，因為它們安裝的一些關鍵部件以前完全沒有使用經驗。然而，Mk.IV在北非戰役中表現卻要好得多，也比其它的設計更能適應當地的環境。它速度很快，2磅炮在當時對付德軍和意大利的坦克還是十分有效。它一直服役到1941年德軍擁有更厚裝甲和更強力火炮的三號坦克和四號坦克的新式改進型出現后。不過，在當時，和普遍觀點相反，擊毀英國大多數坦克的倒不是德軍的坦克而是反坦克炮。
之后的盟約者坦克（A13 Mk.III）與最初的A13有很大不同，幾乎已經是一種全新的坦克。底盤和炮塔都被重新設計，并使用新式的亨利·梅朵 D.A.V水平對臥十二缸引擎 和安裝在前底盤中的散熱器。其生產數量更多，但是因為沒有什么作戰價值因而僅被用于訓練。A13 Mk.IIA最終被A15十字軍坦克所取代，十字軍和盟約者坦克很像，但是使用了最初的A13所使用的引擎。
在Mk.IV的基础上英国坦克设计师们对坦克进行了改进并诞生了Matilda 重型坦克。

## 生產情況

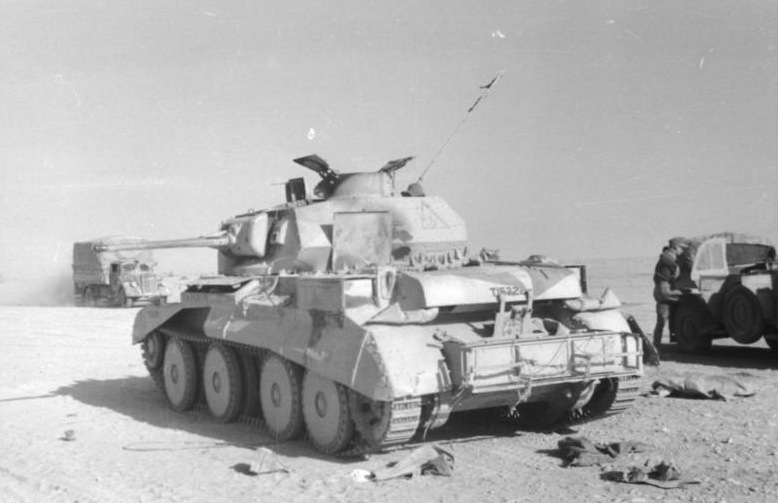
北非戰役中的被毀的Mk.IV巡航坦克

- 一部分Mk.III巡航坦克被改造成Mk.IV巡航坦克。
- 225-665輛Mk.IV和Mk.IVA：1939-1941年間由納菲爾德公司，英國電力公司，里蘭汽車公司，倫敦米德蘭和蘇格蘭鐵路公司（LMS）生產。

## 作戰歷史
法國戰役中，英國遠征軍第一裝甲師配備了少量Mk.IV和Mk.IVA。但是大部分都在加萊被拋棄。那些參與了作戰的坦克在作戰中完全不是德軍的對手。從1940年10月開始，Mk.IVA巡航坦克被送到北非，并與早先的Mk.I巡航坦克和Mk.II巡航坦克共同作戰。因為Mk.IVA并沒有生產太多，因此英國的裝甲旅一般都會同時裝備較慢（時速10-20英里/小時）的Mk.I、Mk.II巡航坦克和較快的Mk.IVA巡航坦克、Mk.VI輕型坦克（當時充當巡航坦克）。但這種配置造成了戰術上和后勤供應上的問題。然而，Mk.IVA卻很受其成員歡迎。其唯一的較明顯的缺點就是缺乏QF 2磅炮的高爆彈。和同期的英國坦克相似，它在反坦克炮下顯得十分脆弱，能夠抵抗的也不過是機槍罷了。但是，總體上，Mk.IV巡航坦克還是比較可靠，2磅炮在1941年晚期以前對付軸心國的坦克也還是游刃有余。它最終被十字軍坦克取代，十字軍坦克其實就是加大號的Mk.IV坦克加上更厚的裝甲。

### 使用部隊
- 1940年，法國戰役：第一裝甲師
- 1940-1941年，北非戰役（利比亞沙漠戰役）：第七裝甲師

## 衍生型號

### Mk IVA
貝莎機槍替代了原來的0.303維克斯機槍。同時，安裝了新的炮盾。它是在1940-1941年間在北非沙漠中使用的主要坦克型號。

## 腳注/來源
1. ↑  Forty, George; Jack Livesy. . Lorenz Books. 2006: 55. ISBN 978-0-7548-1741-3.
2. 1 2 3 4 5  White, BT British Tanks 1915-1945 Ian Allen p46
3. ↑  Harris JP and Toase FN, Armoured Warfare (London, 1990), p78

## 外部連結
- HenkofHolland （页面存档备份，存于）
- OnWar.com
- WWIIvehicles.com